# Frans Joseph Bruls Canisius
Frans Joseph (Francisco José) Bruls Canisius SMM (ur. 14 czerwca 1924 w Hulsbergu, zm. 7 września 1988) – holenderski duchowny rzymskokatolicki, misjonarz Towarzystwa Maryi, wikariusz apostolski Los Llanos de San Martín/Villavicencio i biskup Villavicencio.

## Biografia
14 czerwca 1924 otrzymał święcenia prezbiteriatu i został kapłanem Zgromadzenia Misjonarzy Towarzystwa Maryi.
7 stycznia 1939 papież Pius XII mianował go koadiutorem wikariusza apostolskiego Los Llanos de San Martín oraz biskupem tytularnym paraetonajskim. 1 maja 1939 w katedrze w Bogocie przyjął sakrę biskupią z rąk nuncjusza apostolskiego w Kolumbii abpa Carlo Sereny. Współkonsekratorami byli biskup Manizales Juan Manuel González Arbeláez oraz wikariusz apostolski Casanare Pablo Alegría Iriarte OAR.
27 czerwca 1939, po przejściu na emeryturę poprzednika, został wikariuszem apostolskim Los Llanos de San Martín. Jego tytuł dwukrotnie ulegał zmianie, po zmianie nazwy wikariatu apostolskiego oraz po podniesieniu go do rangi diecezji: 9 czerwca 1949 na wikariusz apostolski Villavicencio oraz 11 lutego 1964 na biskup Villavicencio.
Jako ojciec soborowy wziął udział soborze watykańskim II (z wyjątkiem II sesji).
26 kwietnia 1969 zrezygnował z katedry, aby biskupem mógł zostać Kolumbijczyk. Po rezygnacji mianowany został biskupem tytularnym Tragurium. Tytuł ten nosił do 7 stycznia 1976, następnie tytułowany był emerytowanym biskupem Villavicencio. Zmarł 7 września 1988.